# Kiia (Saue)
Kiia est un village de la commune de Saue du comté de Harju en Estonie.
Au 31 décembre 2011, il compte 234 habitants.